# 阿迪提亞·曹帕拉
阿迪提亞·曹帕拉（英語：Aditya Chopra，1971年5月21日—）是一名印度著名电影导演、和製片人。他主要活跃于宝莱坞电影界，是他父亲成立的雅什－拉吉影片公司主席。
他作為导演的出道作品《勇奪芳心》（Dilwale Dulhania Le Jayenge）於当年票房大卖，亦榮獲印度國家電影獎。普遍被視為經典的《勇奪芳心》至今仍在印度電影院上演，是印度史上上演時間最長的電影。他其他受欢迎的电影包括《真愛永存》、《Rab Ne Bana Di Jodi》等。
他的妻子是曾在雅什－拉吉影片公司多部電影中擔任女主角的宝莱坞知名女星拉妮·穆科吉。2014年，他們在意大利舉行私人婚禮並育有一女。